# A Long Story
A Long Story is een Nederlands-Roemeense speelfilm uit 2013. De film werd geregisseerd door Jorien van Nes, naar een scenario van Lotje IJzermans. De hoofdrol wordt gespeeld door Raymond Thiry.    

## Plot
Na de dood van zijn Franse vrouw keert Ward (Thiry) na jaren terug naar Nederland. Hij wil weer in zijn geboortedorp gaan wonen en laat zijn huis opknappen door een Roemeense klusjesman, Doru . Ward mist zijn vrouw en kan de draad van een leven hier maar moeilijk oppakken. Als Doru op een dag niet komt opdagen, ontfermt Ward zich in een impuls over diens zoontje Mihai. Ward en Mihai reizen met de auto naar Roemenië, om Mihai bij zijn moeder Alina af te leveren. Maar ook Alina blijkt onvindbaar.